# Edy Ganem
Edurne Ganem, más conocida como  Edy Ganem, es una actriz estadounidense, conocida por su papel de Valentina Díaz en la comedia dramática de Lifetime Devious Maids.

## Vida y carrera
Ganem nació en Modesto, California, y creció en la ciudad de Torreón, México, junto con sus dos hermanos menores. Tiene ascendencia mexicana y libanesa. Se graduó en la Universidad de San Diego. Sus primeros trabajos en la televisión tras llegar a Hollywood incluyen a The Cleveland Show y Rob.
En Devious Maids, Ganem interpreta a la positiva, de mente abierta, de diecinueve años de edad, hija y compañera de trabajo de Zoila Díaz (Judy Reyes) y el interés amoroso del hijo de Genevieve Delatour (Susan Lucci), Remi Delatour (Drew Van Acker). Ambas sirven como criadas para los Delatours y el romance entre Valentina y Remi es algo que Zoila desaprueba.

## Vida personal
El 24 de septiembre de 2015 Ganem anunció a través de Instagram que estaba embarazada. Una foto de Instagram publicada en febrero de 2016 reveló que dio a luz a un niño. El 24 de septiembre de 2017, la actriz anunció a través de Instagram que esperaba su segundo hijo. Una fotografía publicada en febrero de 2018 reveló que dio a luz a una hija.

## Filmografía
| Año  | Título                        | Papel                     | Notas         |
| ---- | ----------------------------- | ------------------------- | ------------- |
| 2009 | The Way to Happiness          | Andi Bali                 |               |
| 2010 | Las Angeles                   | Conchita                  |               |
| 2010 | Roundabout                    | Linda                     | Cortometraje  |
| 2010 | The Loneliest Road in America | Amarantha                 |               |
| 2010 | Black Limousine               | Dolores                   |               |
| 2011 | Salvador                      | Iris                      | Cortometraje  |
| 2011 | Lucha                         | Lucha                     | Cortometraje  |
| 2011 | Sex/Absurd                    | Kacie                     |               |
| 2011 | Laptop                        | Jenny Méndez              | Cortometraje  |
| 2011 | Like Crazy                    | Isabelle                  | No acreditada |
| 2011 | The Ghostmaker                | Gina                      |               |
| 2012 | Unspoken                      | Anna                      | Cortometraje  |
| 2012 | Ojalá                         | Joven Olga                | Cortometraje  |
| 2012 | Lola's Love Shack             | Felicia                   |               |
| 2012 | Goodbye, I Love You           | Cortometraje              |               |
| 2013 | Violeta                       | Carmen                    | Cortometraje  |
| 2014 | After the Wedding             | Mariana Díaz              |               |
| 2015 | Ana Maria in Novela Land      | Ana María / Ariana Tomosa |               |
| 2015 | Tattooed Love                 | Yesenia                   |               |
| 2018 | Created Equal                 | Alejandra B.              |               |
| 2019 | Made for You with Love        | Amanda                    |               |
| 2020 | Beneath Us                    | Sandra Silva              |               |
| 2020 | Useless Humans                | Chum                      |               |
| 2023 | Fool's Paradise               | La hija                   |               |

| Año       | Título                            | Papel              | Notas                                                                                       |
| --------- | --------------------------------- | ------------------ | ------------------------------------------------------------------------------------------- |
| 2008      | Life, Love & Hollywood            | Modelo             | Episodio: "Taking Risks"                                                                    |
| 2008      | It's Always Sunny in Philadelphia | Modelo concursante | Episodio: "America's Next Top Paddy's Billboard Model Contest"                              |
| 2008      | Entourage                         | Varios             | 3 episodios                                                                                 |
| 2008      | CSI: Crime Scene Investigation    | Bailarina Go-Go    | Episodio: "Let It Bleed"                                                                    |
| 2010-11   | Livin' Loud                       | Ella misma         | 6 episodios                                                                                 |
| 2012      | The Cleveland Show                | Flora (voz)        | Episodio: "Y Tu Junior También"                                                             |
| 2012      | Rob                               | Mónica             | Episodio: "Dad Comes to Visit"                                                              |
| 2013-2015 | Devious Maids                     | Valentina Díaz     | Papel principal (Temporadas 1-2): 26 episodios Invitada estrella (Temporada 3): 2 episodios |
| 2019-2020 | The Neighborhood                  | Sofía              | 3 episodios                                                                                 |
| 2021-2022 | Bob Hearts Abishola               | Olivia             | Personaje recurrente, Temporada 3                                                           |

## Premios y nominaciones
| Año  | Premio        | Categoría                       | Destinatarios y nominados | Resultado |
| ---- | ------------- | ------------------------------- | ------------------------- | --------- |
| 2014 | Imagen Awards | Mejor Actriz de Televisión      | Devious Maids             | Nominada  |
| 2015 | Imagen Awards | Mejor Actriz en un Largometraje | Ana María in Novela Land  | Nominada  |